# Centropyge potteri
Centropyge potteri is een  straalvinnige vissensoort uit de familie van engel- of keizersvissen (Pomacanthidae). De wetenschappelijke naam van de soort was oorspronkelijk Holacanthus potteri en werd in 1912 gepubliceerd door Jordan & Metz.
De soort staat op de Rode Lijst van de IUCN als niet bedreigd, beoordelingsjaar 2009. De omvang van de populatie is volgens de IUCN stabiel. Ze komt voor in de Stille Oceaan bij Hawaii en leeft bij voorkeur in koraalriffen. De vissen worden ca. 10 centimeter groot.
Het epitheton potteri is een eerbetoon aan Frederic Potter, de directeur van het Waikiki-aquarium in Honolulu, waar D. S. Jordan het dier opmerkte en identificeerde als een nieuwe soort. Potter schonk het type aan het United States National Museum.